# Berlin Open 1978
Il Berlin Open 1978 è stato un torneo di tennis giocato sulla terra rossa. È stata la 3ª edizione del Berlin Open che fa parte del Colgate-Palmolive Grand Prix 1978. Si è giocato a Berlino in Germania dal 25 giugno al 1º luglio 1978.

## Campioni

### Singolare
Vladimír Zedník ha battuto in finale  Frew McMillan con il punteggio di 6–4 7–5 6–2

### Doppio
Colin Dowdeswell /  Jürgen Fassbender hanno battuto in finale  Željko Franulović /  Hans Gildemeister con il punteggio di 6–3, 6–4